# Небојша Јоксимовић
Небојша Јоксимовић (Копар, 17. новембар 1981) је бивши словеначки кошаркаш. Играо је на позицији бека.

## Биографија
Јоксимовић је каријеру почео у екипи Копера. Током 2003. године је прешао у Пивоварну Лашко са којом је по први пут заиграо у Јадранској лиги. У јулу 2005. је потписао уговор са Хемофармом. У вршачком клубу је провео наредне четири сезоне. 
Сезону 2009/10. започиње у екипи Локомотиве Кубањ али их напушта у јануару 2010. и потписује за италијански Скаволини где остаје до краја сезоне.
Од 2010. до 2013. је наступао за Игокеу. Био је део састава који је у сезони 2012/13. клубу из Лакташа донео оба домаћа трофеја, као и историјски успех освајањем првог места у регуларном делу Јадранске лиге.
У августу 2013. се вратио у родну Словенију и потписао једногодишњи уговор са екипом Унион Олимпије. У јулу 2014. договорио је једногодишњу сарадњу са Крком. Са екипом из Новог Места освојио је Куп Словеније за 2015. годину. У октобру 2015. потписао је за Цибону и у њеном дресу се задржао две сезоне. У сезони 2017/18. је био играч Приморске са којом је освојио Куп Словеније.
За репрезентацију Словеније је наступао на Европским првенствима 2005, 2013 и 2015. године.

## Успеси

### Клупски
- Пивоварна Лашко:
  - Куп Словеније (1): 2004.
- Игокеа:
  - Првенство Босне и Херцеговине (1): 2012/13.
  - Куп Босне и Херцеговине (1): 2013.
- Крка:
  - Куп Словеније (1): 2015.
- Приморска:
  - Куп Словеније (1): 2018.